# 1909 en architecture
| Années de l'architecture : 1906 - 1907 - 1908 - 1909 - 1910 - 1911 - 1912    |
| Décennies de l'architecture : 1870 - 1880 - 1890 - 1900 - 1910 - 1920 - 1930 |

Cet article présente les faits marquants de l'année 1909 en architecture.

## Réalisations

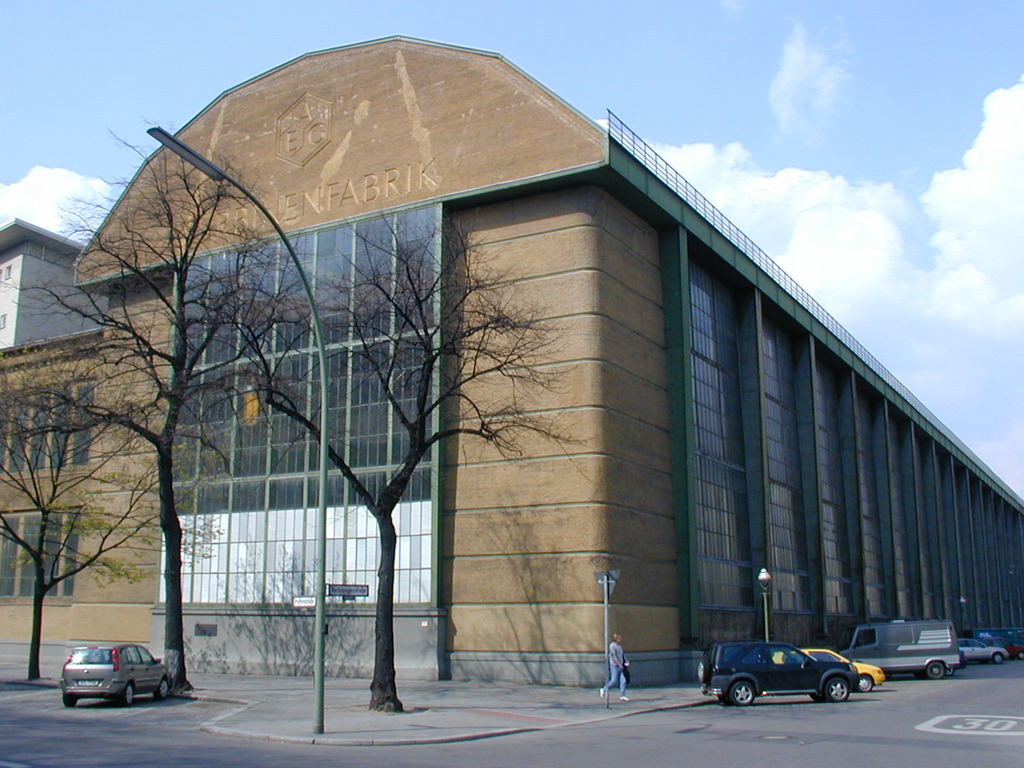
L'usine de turbines AEG à Berlin

- 6 juillet : présentation officielle d'un plan d'urbanisme ambitieux pour Chicago, dit Plan Burnham. Le 1er novembre, une commission de 328 membres est nommée pour le promouvoir (Chicago Plan Commission).
- L'usine de turbines AEG est construite à Berlin par Peter Behrens.
- De nombreux architectes de l'École de Nancy, dont Lucien Weissenburger, Émile André, Émile Toussaint, Louis Marchal, Paul Charbonnier et Eugène Vallin conçoivent les pavillons de l'Exposition internationale de l'Est de la France qui se tint à Nancy du 1er mai au 31 octobre.
- Le Metropolitan Life Tower, à New York, devient le plus haut bâtiment du monde avec 213 m.
- Casa Joan Baptista Rubinat de style moderniste, sur les plans de Francesc Berenguer i Mestres à Barcelone.
- Cases Josefa Villanueva de style moderniste, sur les plans de Juli Maria Fossas i Martínez, à Barcelone.
- Début de la construction des Nouvelles Galeries de Mont-de-Marsan, achevées en 1910

## Récompenses
- AIA Gold Medal : Charles Follen McKim.
- Royal Gold Medal : Arthur John Evans.
- Prix de Rome : Maurice Boutterin.

## Naissances
- 9 mai : Gordon Bunshaft († 1990).
- Antoine de Saussure († 18 mai 2011).

## Décès
- 22 février : Alexandre Aïvas, architecte français († 14 juillet 1829).
- 14 septembre : Charles Follen McKim (° 1847).
- 18 septembre : Auguste Choisy (° 1841).
- Thomas Worthington (° 1826).